# Inquisitor hedleyi
Inquisitor hedleyi é uma espécie de gastrópode do gênero Inquisitor, pertencente a família Pseudomelatomidae.